# Дьюї (округ Бернетт, Вісконсин)
Дьюї (англ. Dewey) — місто (англ. town) в США, в окрузі Бернетт штату Вісконсин. Населення — 545 осіб (2020).

## Демографія
Згідно з переписом 2010 року, у місті мешкало 516 осіб у 201 домогосподарстві у складі 151 родини. Було 345 помешкань
Расовий склад населення:
| - 86,6 % — білих - 10,5 % — корінних американців - 0,4 % — азіатів |

До двох чи більше рас належало 2,5 %. Частка іспаномовних становила 0,6 % від усіх жителів.
За віковим діапазоном населення розподілялося таким чином: 21,5 % — особи молодші 18 років, 58,9 % — особи у віці 18—64 років, 19,6 % — особи у віці 65 років та старші. Медіана віку мешканця становила 46,9 року. На 100 осіб жіночої статі у місті припадало 96,2 чоловіків;  на 100 жінок у віці від 18 років та старших — 101,5 чоловіків також старших 18 років.
Середній дохід на одне домашнє господарство  становив 60 553 долари США (медіана — 45 179), а середній дохід на одну сім'ю — 70 643 долари (медіана — 58 750). Медіана доходів становила 40 469 доларів для чоловіків та 31 458 доларів для жінок. За межею бідності перебувало 17,7 % осіб, у тому числі 11,6 % дітей у віці до 18 років та 21,9 % осіб у віці 65 років та старших.
Цивільне працевлаштоване населення становило 248 осіб. Основні галузі зайнятості: освіта, охорона здоров'я та соціальна допомога — 17,7 %, сільське господарство, лісництво, риболовля — 16,9 %, роздрібна торгівля — 12,5 %, виробництво — 11,3 %.